# Kallon från Egina
Kallon från Egina var en grekisk bildhuggare och bronsgjutare från Egina, verksam omkring 500 f. Kr.
Han omtalas som en av de främsta på sitt område.